# Sorundadräkten
| Sorundaräkt med "tvärrandatröja". |  | Annan variant med den yngre tröjtypen. Båda med "örmössa". |
| Sorundaräkt med "tvärrandatröja". |  | Annan variant med den yngre tröjtypen. Båda med "örmössa". |

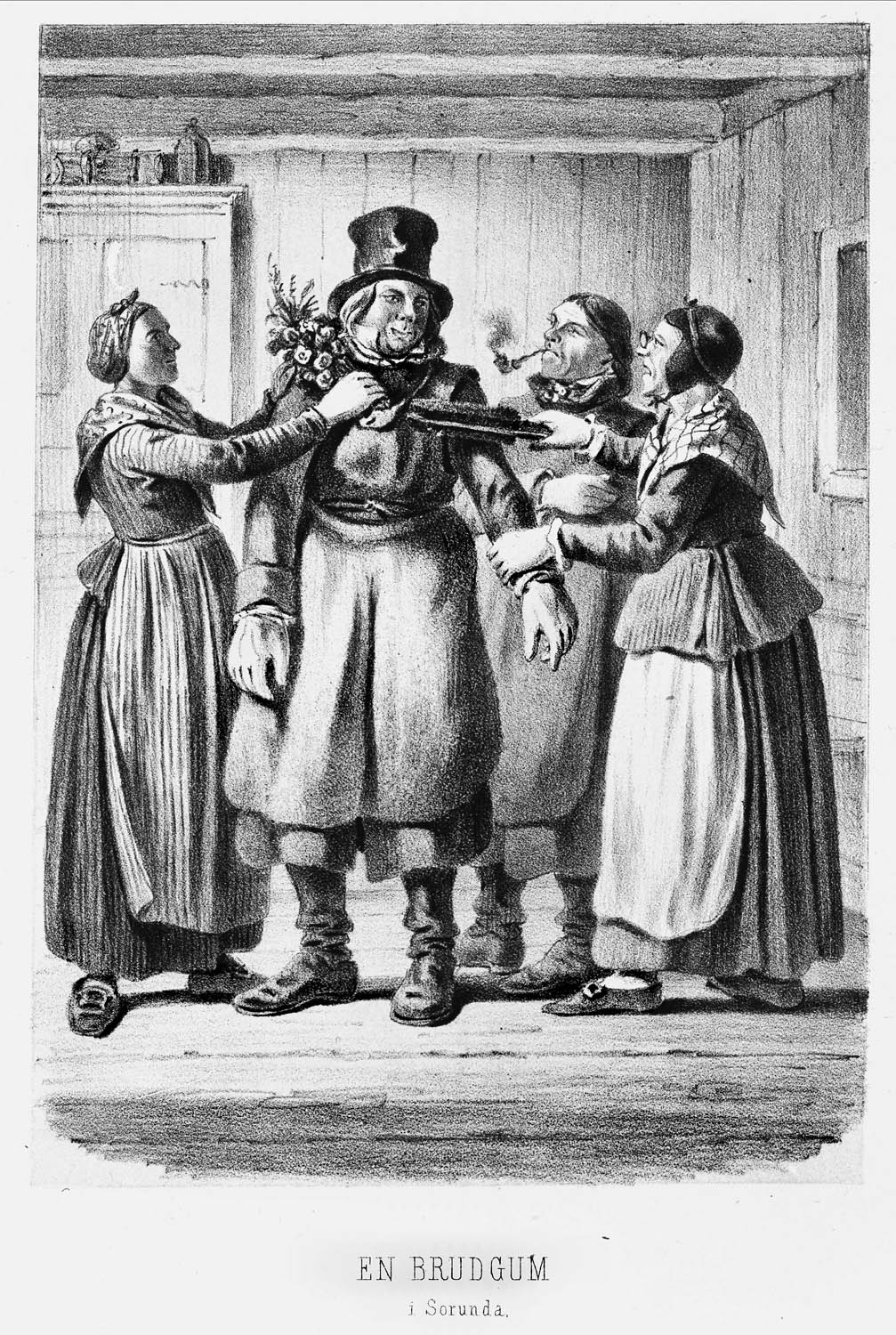
En brudgum i Sorunda, trol. 1850-tal - Nordiska Museet - NMA.0040964

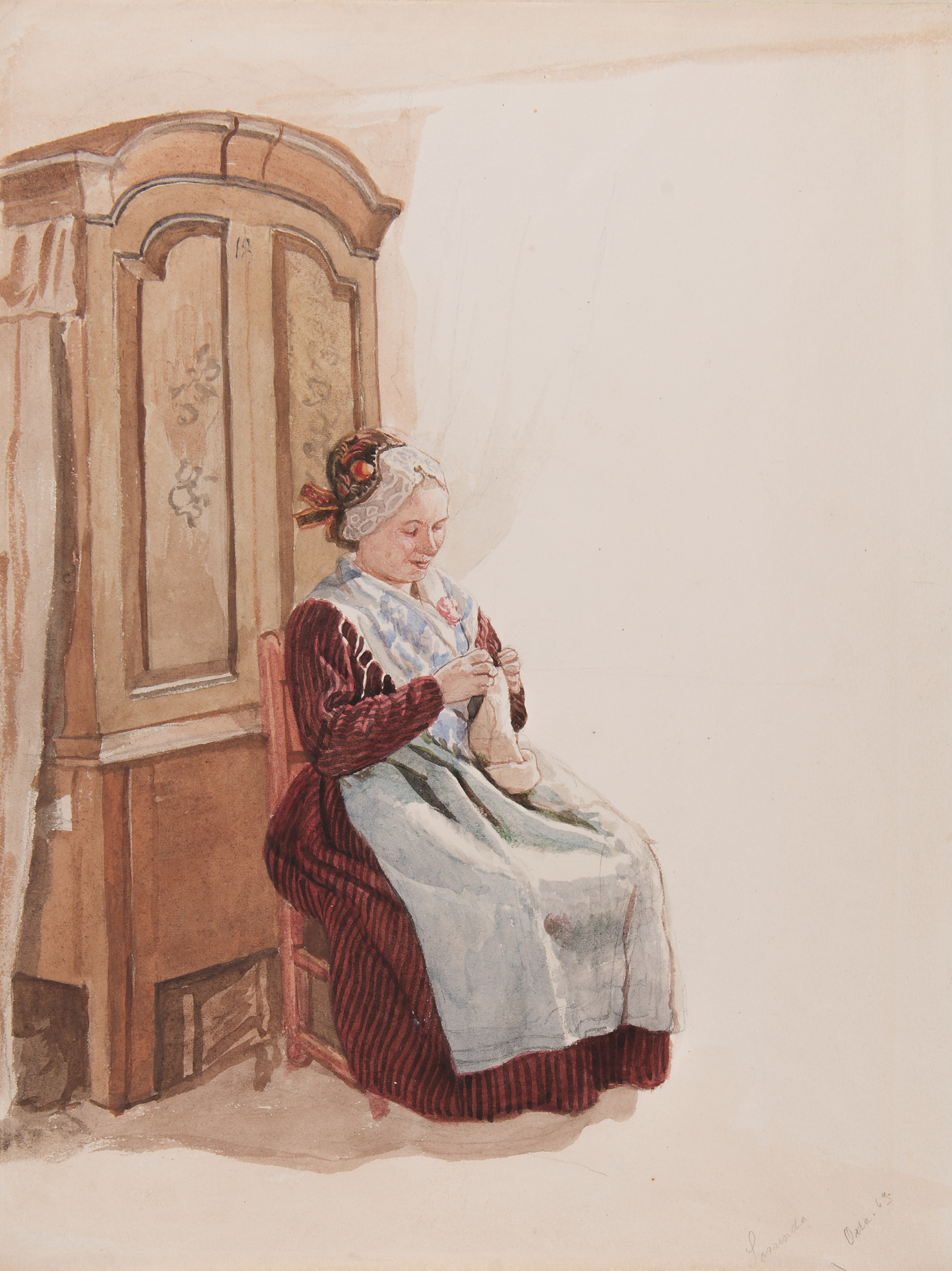
Dräkt. Handarbetande kvinna i helfigur sittande framför ett skåp - Nordiska museet - NMA.0070148 (1)

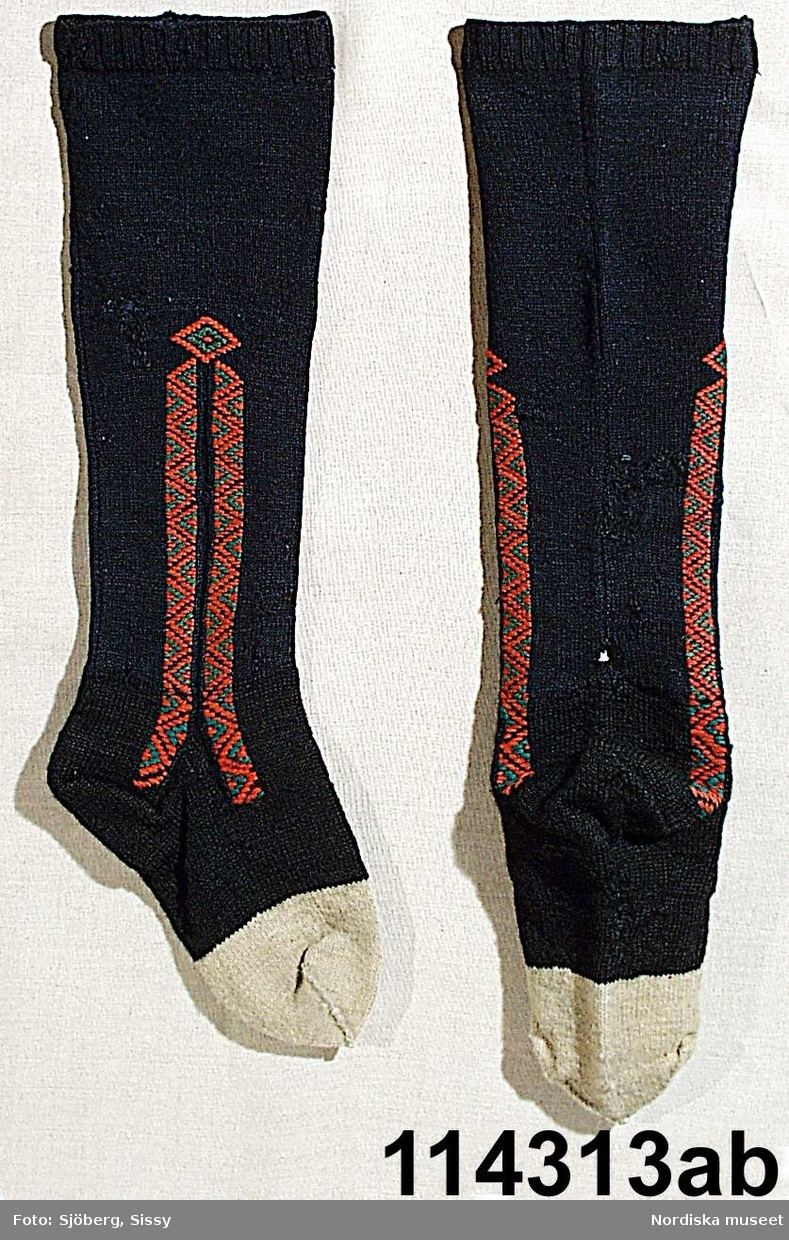
Strumpor - Nordiska museet - NM.0114313B (1)

Sorundadräkten är en folkdräkt (sockendräkt) från Sorunda socken i Södermanland. Sorundadräkten är vid sidan av Vingåkersdräkten den enda sörmländska folkdräkten baserad på en bevarad dräktkultur. De flesta plaggen har sitt ursprung i 1700- och 1800-talen.
Den vanligaste varianten av kvinnodräkten består av kjol och livstycke i randigt halvylle. Livstycket snörs med en snörnål som fästs i övre snörhålet. Förklädet är av bomull, antingen med tryckt mönster, s.k. kattun, eller med vävt mönster. Till dessa plagg bärs en bomullströja som finns i två varianter. Den äldre varianten, "tvärärmatröjan" med ränder på tvären, har sitt ursprung i modeplagg från 1780-talet. Den yngre varianten, som har längsgående ränder på ärmarna och fårbogsärmar, är influerad av modet på 1830-talet. Tvärärmatröjan var i Sorunda ännu i bruk vid mitten av 1800-talet, varefter den försvann. Halsklädet kan vara av bomull eller siden beroende på tillfälle. Till ljusare färger tillhörande sommardräkten bärs vita strumpor, till vinterdräkten svarta.
Huvudbonaden kan vara antingen en bindmössa eller den äldre för Sorunda typiska "örmössan". Bindmössan dök upp i Sorundadräkten under slutet av 1700-talet. Nordiska museet har över 70 bindmössor från Sorunda i sina samlingar och variationen av dessa var rik. Under 1800-talet användes både örmössor och bindmössor parallellt i Sorunda. 
Mansdräkten består av sämskskinnsbyxor, randig dubbelknäppt väst med mässingsknappar, bandkantad långrock med slag, svarta strumpor och hög hatt samt käpp. Dräkten visar på det brukade dräktskicket omkring 1850. En äldre typ av långrock förekommer också, den är buteljgrön eller marinblå och saknar bandkanter.